# Halo: Combat Evolved Anniversary
Halo: Combat Evolved Anniversary is een computerspel uitgegeven op 15 november 2011 door Halo Studios. Het spel is een remake van Halo: Combat Evolved en is uitgegeven voor de 10de verjaardag van de Halo-serie.
Halo: Combat Evolved Anniversary is het eerste spel uit de serie dat uitgegeven is door Halo Studios, in plaats van Bungie. Het spel bevat een aantal updates, waaronder een volledig verbeterd uiterlijk, ondersteuning voor Co-op en Multiplayer via Xbox Live en de toevoeging van achievements, terminals en Easter eggs. De originele engine werd vervangen voor de Saber3D voor campaign modus en de Halo: Reach engine voor multiplayer. Ook is het spel het eerste uit de serie met Kinect ondersteuning. De gameplay bleef onveranderd.